# Seita Vuorela
Seita Vuorela (antes Seita Parkkola; Sumiainen, 15 de marzo de 1971-Turku, 20 de abril de 2015) fue una escritora de novelas para adultos jóvenes y fotógrafa finlandesa.

## Biografía
Seita Vuorela vivió en Helsinki, donde trabajó como escritora y fotógrafa y enseñó escritura creativa. Sus novelas para adolescentes se han traducido a muchos idiomas, incluidos sueco, inglés, francés, italiano y alemán. Estudió literatura y filosofía en la Universidad de Jyväskylä y la Universidad de Turku. Fue nominada al Premio Finlandia en 2002 y 2006. En 2011, ganó el premio francés Pépite du roman ado européen por su novela Viima. En 2013, ganó el primer Premio de Literatura Infantil y Juvenil del Consejo Nórdico junto con la ilustradora Jani Ikonen por la novela de fantasía Karikko.
El libro Lumi fue nominado al Premio Finlandia 2016 y fue elegido como el favorito de los lectores.

## Obra
- Susitosi (2001), con Niina Repo
- Ruttolinna (2002), con Niina Repo
- Jalostamo (2004), con Niina Repo
- Viima (La escuela de posibilidades) (2006)
- Lupaus (2007), Rajat Express vol. 1, con Niina Repo
- Loisto (2008), Rajat Express vol. 2, con Niina Repo
- Usva (2009)
- Karikko (2012), con Jani Ikonen
- Lumi (2016), póstuma

## Premios
- Pépite du roman ado européen, 2011
- Premio de Literatura Infantil y Juvenil del Consejo Nórdico, 2013